# Chaillevois
Chaillevois är en kommun i departementet Aisne i regionen Hauts-de-France i norra Frankrike. Kommunen ligger  i kantonen Anizy-le-Château som ligger i arrondissementet Laon. År 2022 hade Chaillevois 197 invånare.

## Befolkningsutveckling
Antalet invånare i kommunen Chaillevois
Referens: INSEE